# Murraya heptaphylla
Murraya heptaphylla är en vinruteväxtart som beskrevs av Johan Baptist Spanoghe. Murraya heptaphylla ingår i släktet Murraya och familjen vinruteväxter. Inga underarter finns listade i Catalogue of Life.